# Semaeopus flavicans
Semaeopus flavicans là một loài bướm đêm trong họ Geometridae.